# Carlo Francesco Caselli

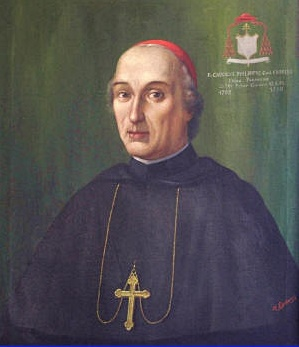
Carlo Francesco Maria Kardinal Caselli OSM (1840)

Carlo Francesco Maria Caselli OSM (* 20. Oktober 1740 in Castellazzo Bormida, Italien; † 19. April 1828 in Parma), aus Carona, war ein Kardinal der Römischen Kirche.

## Leben
Carlo Francesco Caselli trat 1755 in Bologna in den Servitenorden ein. Im Priesterseminar von San Marcello in Rom studierte er Theologie und schloss mit dem Magister in Theologie ab. Am 24. September 1763 wurde er zum Ordenspriester der Serviten geweiht. Hiernach war er in Reggio nell’Emilia, Turin, Florenz und Rom als Lehrer für Philosophie und Theologie in Priesterseminaren seines Ordens tätig. Am 14. April 1769 übernahm er die Stelle des Magisters für Theologie im Konvent von San Marcello. Caselli starb am 19. April 1828 und wurde in der Kathedrale von Parma beigesetzt.

## Aufstieg zum Generalsuperior
1781 berief ihn sein Orden zum Generalvikar, 1785 wurde er Provinzial von Piemont und 1786 Vikar (Statthalter) und Visitator der Ordensprovinz Lombardei. 1786 ernannte man ihn zum Generalprokurator seines Ordens. Am 26. Mai 1792 wählte ihn das Generalkapitel zum Generalsuperior, dieses Amt bekleidete er bis zur Besetzung Roms im Jahr 1798 durch französische Truppen.

## Inquisitor und Kardinal

Wappenschild des Kardinals

1793 wurde Caselli zum Berater in die Heilige Ritenkongregation berufen und am 30. Oktober 1795 zum Inquisitor in der Sacra Congregatio Romanae et universalis Inquisitionis ernannt. Als es von 1800 bis 1801 zu Konkordatsverhandlungen zwischen dem Heiligen Stuhl und Frankreich kam, wählte ihn der Apostolische Bevollmächtigte Erzbischof Giuseppe Spina zu seinem theologischen Berater. Am 23. Februar 1801 wurde Caselli zum Kardinal in pectore kreiert und nahm an den Verhandlungen in Frankreich teil. Am 22. Februar 1802 wurde er zum Titularerzbischof von Side, unter gleichzeitiger Berufung zum Koadjutorbischof von Parma, ernannt. Kardinal Giuseppe Maria Spina und die Mitkonsekratoren Erzbischof Benetto Fenaja CM (Titularerzbischof von Philippi) und Bischof Simone de Magistris CO (Cyrene) weihten ihn am 4. April 1802 zum Bischof. Am 9. August 1802 ernannte ihn Papst Pius VII. (1800–1823) zum Kardinalpriester von San Marcello und erhob ihn nun öffentlich zur Kardinalswürde. Es folgte am 28. Mai 1804 die Ernennung zum Erzbischof ad personam von Parma. Kardinal Caselli nahm 1823 am Konklave zur Wahl von Papst Leo XII. (1823–1829) teil und war Mitkonsekrator bei Bischof Giuseppe Guzzetta zum Titularbischof von Lampsacus.

## Apostolischer Berater und Legat
Vom 2. November 1804 bis 16. Mai 1805 begleitete Kardinal Caselli Papst Pius VII. zur Krönung Napoleon Bonapartes zum Kaiser. Er nahm ebenso am 26. Mai 1805 in Mailand an der Krönung Napoleons I. zum König von Italien teil. Im Frühjahr 1810 war er bei der Hochzeit Napoleons mit der österreichischen Prinzessin Maria Luise als Repräsentant des Vatikans vertreten. Vom 17. Juni bis 5. August 1811 leitete er die Verhandlungen über die Freilassung Papst Pius VII., der seit 1809 in Savona festgehalten wurde. Seine letzte diplomatische Mission am 25. Januar 1813 war die Teilnahme als Apostolischer Legat an den Verhandlungen zum Konkordat in Fontainebleau. Nach dem Sturz Napoleons I. kehrte er auf seinen Bischofssitz nach Parma zurück und wurde der persönliche Berater der Kaiserin Maria Luise.